# 戴彬彬
戴彬彬（1968年1月—），男，汉族，江苏昆山人，中华人民共和国政治人物。现任陕西省人民政府党组成员、副省长，陕西省公安厅厅长。

## 生平
曾长期在北京工作，历任北京建工集团有限责任公司党委副书记、总经理、党委书记、董事长，北京市海淀区人民政府区长，中共北京市怀柔区委书记，北京市人民政府党组成员、秘书长等职。
2023年1月，当选为陕西省人民政府副省长。同年5月，兼任陕西省公安厅厅长。